# Мальтийский дом
«Мальтийский дом» (фр. La maison du Maltais) — французский художественный фильм 1938 года, снятый режиссёром Пьером Шеналем по роману Jean Vignaud.
Премьера фильма состоялась 22 сентября 1938 года.

## Сюжет
В южной части Туниса мальтийский поэт и бродяга Маттео встречает и влюбляется в проститутку Сафию. Их совместная жизнь развивается счастливо. Сафия вскоре ждёт ребенка от Маттео. Для того, чтобы заработать денег для своего будущего ребенка, он участвует в контрабандных операциях и надолго пропадает. Сафия считает его мёртвым. Беспомощная и покинутая всеми, она принимает предложение руки и сердца археолога Андре Червина, богатого коллекционера, который забирает её в Париж. Три года спустя Маттео вновь появляется, и его «воскрешение» ставит под угрозу счастье Сафии и Андре, считающего родившегося ребёнка своим. Он знает слишком много о прошлом Сафии и понимает это. Возникает угроза шантажа со стороны сыщика Россиньоля. Маттео решает не допустить, чтобы муж бросил его бывшую любовь, и совершает самоубийство.

## В ролях
- Вивиан Романс — Сафия
- Луи Жуве — Россиньоль, частный детектив и шантажист
- Жани Ольт — Грета, больная проститутка
- Марсель Далио — Маттео Гордина, мальтийский поэт и бродяга
- Пьер Ренуар — Андре Червин, ученый археолог
- Жан Дави — друг Червина
- Макс Дальбан — Жюль, друг Червина
- Джина Манес — Ольга
- Фреэль — Розина, хозяйка публичного дома
- Пьер Лабри — главарь
- Гастон Модо — кочегар
- Марсиаль Реб — Ибрагим, мальтиец, отец Маттео
- Нина Мираль — жена коллекционера
- Синоэль — Антонин Робиллард
- Флоренс Марли — Диана, секретарь Россиньоля